# خلود جصاص
خَلّود جَصَّاص هو نوع من النباتات المزهرة في عائلة الحجارة المخلدات، مهدها جبال الألب الجنوبية في أوروبا. نبات معمر أبيد يحتوي على وريدة بأوراق سميكة تخزن الماء. عادة ما تكون الأوراق خضراء مع أطراف أرجوانية ضاربة إلى الحمرة. يتكاثر هذا النبات مع التبرعم اللاجنسي والتكاثر أحادي الإزهار.
يزرع نبات زينة. فهو مناسب لبقعة جيدة التصريف تحت أشعة الشمس الساطعة ، مثل الجنينة . حازت المُستنبات "Extra" و "Guillaumes"  و "Sir William Lawrence"  على جائزة تقدير الحدائق من الجمعية الملكية البستانية.

## معرض الصور

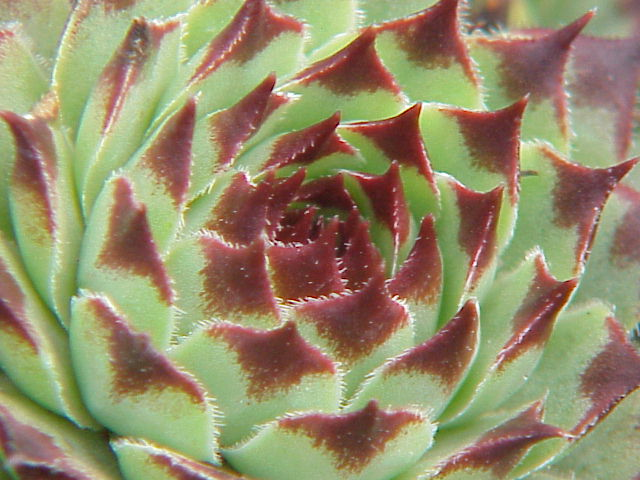
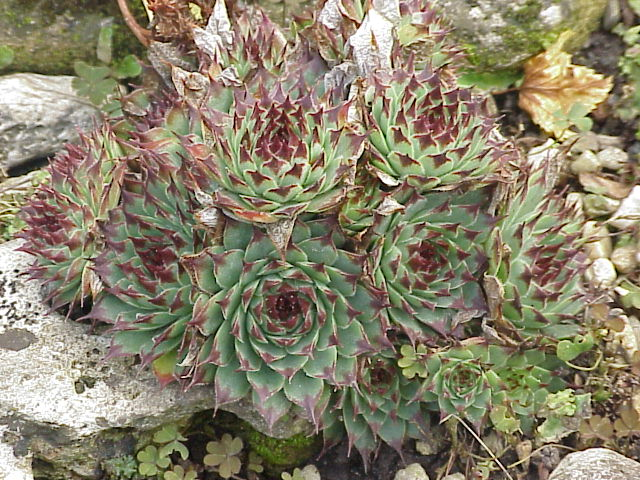
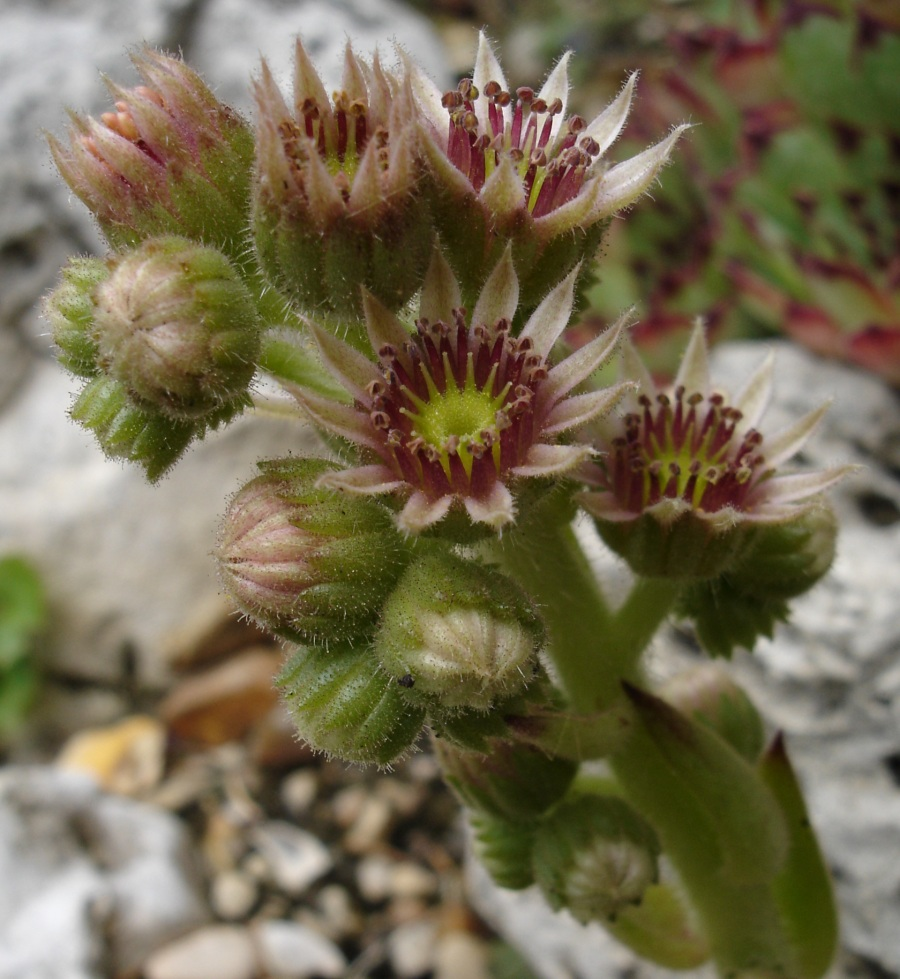
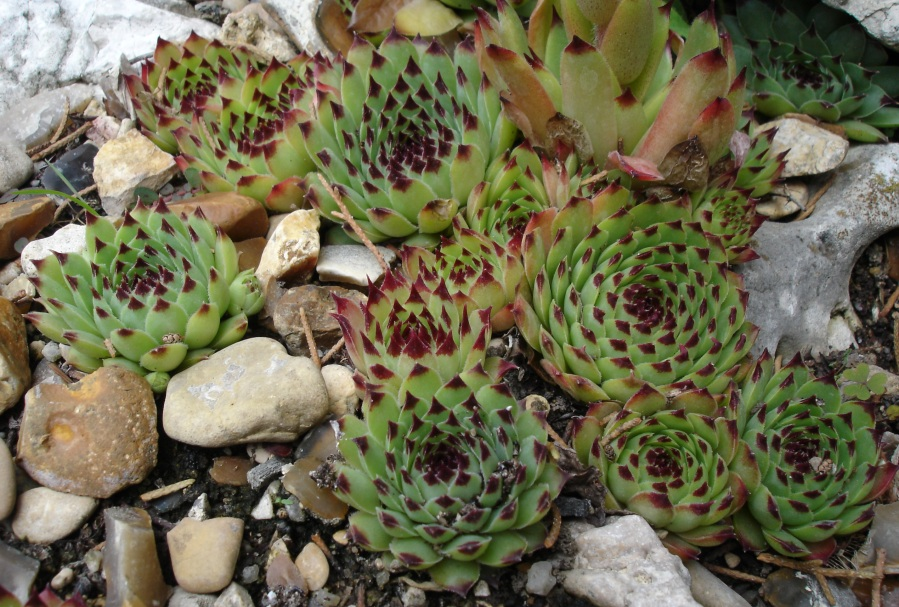